# Lijst van vissen N-O
Deze lijst van vissen N-O bevat alle vissen beginnende met de letters N en O zoals opgenomen in FishBase. De lijst is gebaseerd op de wetenschappelijke naam van de vissoort. Voor de overige namen zie: Lijst van alle vissen.
1. Naevochromis chrysogaster
2. Nagaichthys filipes
3. Nalbantichthys elongatus
4. Nandopsis haitiensis
5. Nandopsis tetracanthus
6. Nandopsis vombergae
7. Nandus andrewi
8. Nandus nandus
9. Nandus nebulosus
10. Nandus oxyrhynchus
11. Nandus prolixus
12. Nangra assamensis
13. Nangra bucculenta
14. Nangra carcharhinoides
15. Nangra nangra
16. Nangra ornata
17. Nangra robusta
18. Nannacara adoketa
19. Nannacara anomala
20. Nannacara aureocephalus
21. Nannacara bimaculata
22. Nannacara quadrispinae
23. Nannacara taenia
24. Nannaethiops bleheri
25. Nannaethiops unitaeniatus
26. Nannatherina balstoni
27. Nannobrachium achirus
28. Nannobrachium atrum
29. Nannobrachium bristori
30. Nannobrachium crypticum
31. Nannobrachium cuprarium
32. Nannobrachium fernae
33. Nannobrachium gibbsi
34. Nannobrachium hawaiiensis
35. Nannobrachium idostigma
36. Nannobrachium indicum
37. Nannobrachium isaacsi
38. Nannobrachium lineatum
39. Nannobrachium nigrum
40. Nannobrachium phyllisae
41. Nannobrachium regale
42. Nannobrachium ritteri
43. Nannobrachium wisneri
44. Nannocampus elegans
45. Nannocampus pictus
46. Nannocampus subosseus
47. Nannocampus weberi
48. Nannocharax altus
49. Nannocharax ansorgii
50. Nannocharax brevis
51. Nannocharax elongatus
52. Nannocharax fasciatus
53. Nannocharax fasciolaris
54. Nannocharax gracilis
55. Nannocharax hollyi
56. Nannocharax intermedius
57. Nannocharax latifasciatus
58. Nannocharax lineomaculatus
59. Nannocharax luapulae
60. Nannocharax macropterus
61. Nannocharax maculicauda
62. Nannocharax micros
63. Nannocharax niloticus
64. Nannocharax occidentalis
65. Nannocharax ogoensis
66. Nannocharax parvus
67. Nannocharax procatopus
68. Nannocharax pteron
69. Nannocharax reidi
70. Nannocharax rubrolabiatus
71. Nannocharax schoutedeni
72. Nannocharax seyboldi
73. Nannocharax taenia
74. Nannoglanis fasciatus
75. Nannoperca australis
76. Nannoperca obscura
77. Nannoperca oxleyana
78. Nannoperca variegata
79. Nannopetersius lamberti
80. Nannoptopoma spectabile
81. Nannoptopoma sternoptychum
82. Nannosalarias nativitatis
83. Nannostomus anduzei
84. Nannostomus beckfordi
85. Nannostomus bifasciatus
86. Nannostomus britskii
87. Nannostomus digrammus
88. Nannostomus eques
89. Nannostomus espei
90. Nannostomus harrisoni
91. Nannostomus limatus
92. Nannostomus marginatus
93. Nannostomus marilynae
94. Nannostomus minimus
95. Nannostomus mortenthaleri
96. Nannostomus nitidus
97. Nannostomus trifasciatus
98. Nannostomus unifasciatus
99. Nannothrissa parva
100. Nannothrissa stewarti
101. Nanobagrus armatus
102. Nanobagrus immaculatus
103. Nanobagrus nebulosus
104. Nanobagrus stellatus
105. Nanobagrus torquatus
106. Nanocheirodon insignis
107. Nanochromis consortus
108. Nanochromis minor
109. Nanochromis nudiceps
110. Nanochromis parilus
111. Nanochromis splendens
112. Nanochromis teugelsi
113. Nanochromis transvestitus
114. Nanochromis wickleri
115. Nans indefessus
116. Nansenia ahlstromi
117. Nansenia antarctica
118. Nansenia ardesiaca
119. Nansenia atlantica
120. Nansenia candida
121. Nansenia crassa
122. Nansenia groenlandica
123. Nansenia iberica
124. Nansenia indica
125. Nansenia longicauda
126. Nansenia macrolepis
127. Nansenia megalopa
128. Nansenia oblita
129. Nansenia obscura
130. Nansenia pelagica
131. Nansenia sanrikuensis
132. Nansenia tenera
133. Nansenia tenuicauda
134. Narcetes erimelas
135. Narcetes kamoharai
136. Narcetes lloydi
137. Narcetes stomias
138. Narcetes wonderi
139. Narcine atzi
140. Narcine bancroftii
141. Narcine brasiliensis
142. Narcine brevilabiata
143. Narcine brunnea
144. Narcine entemedor
145. Narcine insolita
146. Narcine lasti
147. Narcine leoparda
148. Narcine lingula
149. Narcine maculata
150. Narcine nelsoni
151. Narcine oculifera
152. Narcine ornata
153. Narcine prodorsalis
154. Narcine rierai
155. Narcine tasmaniensis
156. Narcine timlei
157. Narcine vermiculatus
158. Narcine westraliensis
159. Narke capensis
160. Narke dipterygia
161. Narke japonica
162. Naso annulatus
163. Naso brachycentron
164. Naso brevirostris
165. Naso caeruleacauda
166. Naso caesius
167. Naso elegans
168. Naso fageni
169. Naso hexacanthus
170. Naso lituratus
171. Naso lopezi
172. Naso maculatus
173. Naso mcdadei
174. Naso minor
175. Naso reticulatus
176. Naso thynnoides
177. Naso tonganus
178. Naso tuberosus
179. Naso unicornis
180. Naso vlamingii
181. Nasolamia velox
182. Natalichthys leptus
183. Natalichthys ori
184. Natalichthys sam
185. Naucrates ductor
186. Nautichthys oculofasciatus
187. Nautichthys pribilovius
188. Nautichthys robustus
189. Naziritor zhobensis
190. Nealotus tripes
191. Neamia articycla
192. Neamia notula
193. Neamia octospina
194. Neatypus obliquus
195. Neblinichthys pilosus
196. Neblinichthys roraima
197. Neblinichthys yaravi
198. Nebris microps
199. Nebris occidentalis
200. Nebrius ferrugineus
201. Nectamia annularis
202. Nectamia bandanensis
203. Nectamia fusca
204. Nectamia ignitops
205. Nectamia luxuria
206. Nectamia savayensis
207. Nectamia similis
208. Nectamia viria
209. Nectoliparis pelagicus
210. Nedystoma dayi
211. Nedystoma novaeguineae
212. Neenchelys buitendijki
213. Neenchelys daedalus
214. Neenchelys microtretus
215. Neenchelys retropinna
216. Negaprion acutidens
217. Negaprion brevirostris
218. Nelabrichthys ornatus
219. Nelusetta ayraud
220. Nemacheilus abyssinicus
221. Nemacheilus angorae
222. Nemacheilus anguilla
223. Nemacheilus arenicolus
224. Nemacheilus baluchiorum
225. Nemacheilus banar
226. Nemacheilus barapaniensis
227. Nemacheilus binotatus
228. Nemacheilus carletoni
229. Nemacheilus chrysolaimos
230. Nemacheilus cleopatra
231. Nemacheilus devdevi
232. Nemacheilus doonensis
233. Nemacheilus drassensis
234. Nemacheilus elegantissimus
235. Nemacheilus fasciatus
236. Nemacheilus gangeticus
237. Nemacheilus guttatus
238. Nemacheilus hamwii
239. Nemacheilus himachalensis
240. Nemacheilus huapingensis
241. Nemacheilus inglisi
242. Nemacheilus insignis
243. Nemacheilus kaimurensis
244. Nemacheilus kapuasensis
245. Nemacheilus keralensis
246. Nemacheilus kodaguensis
247. Nemacheilus kuschakewitschi
248. Nemacheilus lactogeneus
249. Nemacheilus leontinae
250. Nemacheilus longicaudus
251. Nemacheilus longipectoralis
252. Nemacheilus longipinnis
253. Nemacheilus longistriatus
254. Nemacheilus masyai
255. Nemacheilus menoni
256. Nemacheilus monilis
257. Nemacheilus mooreh
258. Nemacheilus multifasciatus
259. Nemacheilus nilgiriensis
260. Nemacheilus obscurus
261. Nemacheilus olivaceus
262. Nemacheilus ornatus
263. Nemacheilus oxianus
264. Nemacheilus pallidus
265. Nemacheilus paradoxus
266. Nemacheilus pardalis
267. Nemacheilus pavonaceus
268. Nemacheilus periyarensis
269. Nemacheilus petrubanarescui
270. Nemacheilus pfeifferae
271. Nemacheilus platiceps
272. Nemacheilus polytaenia
273. Nemacheilus rueppelli
274. Nemacheilus saravacensis
275. Nemacheilus selangoricus
276. Nemacheilus sewerzowi
277. Nemacheilus shehensis
278. Nemacheilus shuangjiangensis
279. Nemacheilus sikmaiensis
280. Nemacheilus singhi
281. Nemacheilus spiniferus
282. Nemacheilus starostini
283. Nemacheilus subfusca
284. Nemacheilus tikaderi
285. Nemacheilus troglocataractus
286. Nemacheilus tuberigum
287. Nemacheilus xiangxiensis
288. Nemacheilus yingjiangensis
289. Nemachilichthys shimogensis
290. Nemaclinus atelestos
291. Nemadactylus bergi
292. Nemadactylus douglasii
293. Nemadactylus gayi
294. Nemadactylus macropterus
295. Nemadactylus monodactylus
296. Nemadactylus valenciennesi
297. Nemadactylus vemae
298. Nemadoras elongatus
299. Nemadoras hemipeltis
300. Nemadoras humeralis
301. Nemadoras leporhinus
302. Nemadoras trimaculatus
303. Nemamyxine elongata
304. Nemamyxine kreffti
305. Nemanthias carberryi
306. Nemapteryx armiger
307. Nemapteryx augusta
308. Nemapteryx bleekeri
309. Nemapteryx caelata
310. Nemapteryx macronotacantha
311. Nemapteryx nenga
312. Nematabramis alestes
313. Nematabramis borneensis
314. Nematabramis everetti
315. Nematabramis steindachneri
316. Nematabramis verecundus
317. Nematalosa arabica
318. Nematalosa come
319. Nematalosa erebi
320. Nematalosa flyensis
321. Nematalosa galatheae
322. Nematalosa japonica
323. Nematalosa nasus
324. Nematalosa papuensis
325. Nematalosa persara
326. Nematalosa resticularia
327. Nematalosa vlaminghi
328. Nemateleotris decora
329. Nemateleotris helfrichi
330. Nemateleotris magnifica
331. Nematistius pectoralis
332. Nematobrycon lacortei
333. Nematobrycon palmeri
334. Nematocharax venustus
335. Nematogenys inermis
336. Nematogobius ansorgii
337. Nematogobius brachynemus
338. Nematogobius maindroni
339. Nematolebias papilliferus
340. Nematolebias whitei
341. Nematops grandisquama
342. Nematops macrochirus
343. Nematops microstoma
344. Nematops nanosquama
345. Nemichthys curvirostris
346. Nemichthys larseni
347. Nemichthys scolopaceus
348. Nemipterus aurifilum
349. Nemipterus aurorus
350. Nemipterus balinensis
351. Nemipterus balinensoides
352. Nemipterus bathybius
353. Nemipterus bipunctatus
354. Nemipterus celebicus
355. Nemipterus furcosus
356. Nemipterus gracilis
357. Nemipterus hexodon
358. Nemipterus isacanthus
359. Nemipterus japonicus
360. Nemipterus marginatus
361. Nemipterus mesoprion
362. Nemipterus nematophorus
363. Nemipterus nematopus
364. Nemipterus nemurus
365. Nemipterus peronii
366. Nemipterus randalli
367. Nemipterus tambuloides
368. Nemipterus theodorei
369. Nemipterus thosaporni
370. Nemipterus virgatus
371. Nemipterus vitiensis
372. Nemipterus zysron
373. Nemuroglanis lanceolatus
374. Nemuroglanis mariai
375. Nemuroglanis pauciradiatus
376. Neoachiropsetta milfordi
377. Neoaploactis tridorsalis
378. Neoarius berneyi
379. Neoarius coatesi
380. Neoarius graeffei
381. Neoarius latirostris
382. Neoarius leptaspis
383. Neoarius midgleyi
384. Neoarius pectoralis
385. Neoarius taylori
386. Neoarius utarus
387. Neoarius velutinus
388. Neobarynotus microlepis
389. Neobola bottegoi
390. Neobola bredoi
391. Neobola fluviatilis
392. Neobola moeruensis
393. Neobola stellae
394. Neobythites alcocki
395. Neobythites analis
396. Neobythites andamanensis
397. Neobythites australiensis
398. Neobythites bimaculatus
399. Neobythites bimarginatus
400. Neobythites braziliensis
401. Neobythites crosnieri
402. Neobythites elongatus
403. Neobythites fasciatus
404. Neobythites fijiensis
405. Neobythites franzi
406. Neobythites gilli
407. Neobythites javaensis
408. Neobythites kenyaensis
409. Neobythites longipes
410. Neobythites longispinis
411. Neobythites longiventralis
412. Neobythites macrocelli
413. Neobythites macrops
414. Neobythites malayanus
415. Neobythites malhaensis
416. Neobythites marginatus
417. Neobythites marianaensis
418. Neobythites marquesaensis
419. Neobythites meteori
420. Neobythites monocellatus
421. Neobythites multidigitatus
422. Neobythites multistriatus
423. Neobythites musorstomi
424. Neobythites natalensis
425. Neobythites neocaledoniensis
426. Neobythites nigriventris
427. Neobythites ocellatus
428. Neobythites pallidus
429. Neobythites purus
430. Neobythites sereti
431. Neobythites sinensis
432. Neobythites sivicola
433. Neobythites soelae
434. Neobythites somaliaensis
435. Neobythites steatiticus
436. Neobythites stefanovi
437. Neobythites stelliferoides
438. Neobythites stigmosus
439. Neobythites trifilis
440. Neobythites unicolor
441. Neobythites unimaculatus
442. Neobythites vityazi
443. Neobythites zonatus
444. Neobythitoides serratus
445. Neocentropogon aeglefinus
446. Neocentropogon affinis
447. Neocentropogon japonicus
448. Neocentropogon mesedai
449. Neocentropogon profundus
450. Neocentropogon trimaculatus
451. Neoceratias spinifer
452. Neoceratodus forsteri
453. Neochanna apoda
454. Neochanna burrowsius
455. Neochanna cleaveri
456. Neochanna diversus
457. Neochanna heleios
458. Neochromis gigas
459. Neochromis greenwoodi
460. Neochromis nigricans
461. Neochromis omnicaeruleus
462. Neochromis rufocaudalis
463. Neochromis simotes
464. Neocirrhites armatus
465. Neoclinus blanchardi
466. Neoclinus bryope
467. Neoclinus chihiroe
468. Neoclinus lacunicola
469. Neoclinus nudus
470. Neoclinus okazakii
471. Neoclinus stephensae
472. Neoclinus toshimaensis
473. Neoclinus uninotatus
474. Neoconger mucronatus
475. Neoconger tuberculatus
476. Neoconger vermiformis
477. Neocottus thermalis
478. Neocottus werestschagini
479. Neocyema erythrosoma
480. Neocyttus acanthorhynchus
481. Neocyttus helgae
482. Neocyttus psilorhynchus
483. Neocyttus rhomboidalis
484. Neoditrema ransonnetii
485. Neodontobutis aurarmus
486. Neodontobutis hainanensis
487. Neodontobutis macropectoralis
488. Neodontobutis tonkinensis
489. Neoepinnula americana
490. Neoepinnula orientalis
491. Neoeucirrhichthys maydelli
492. Neofundulus acutirostratus
493. Neofundulus guaporensis
494. Neofundulus ornatipinnis
495. Neofundulus paraguayensis
496. Neofundulus parvipinnis
497. Neogastromyzon brunei
498. Neogastromyzon chini
499. Neogastromyzon crassiobex
500. Neogastromyzon kottelati
501. Neogastromyzon nieuwenhuisii
502. Neogastromyzon pauciradiatus
503. Neoglyphidodon bonang
504. Neoglyphidodon carlsoni
505. Neoglyphidodon crossi
506. Neoglyphidodon melas
507. Neoglyphidodon nigroris
508. Neoglyphidodon oxyodon
509. Neoglyphidodon polyacanthus
510. Neoglyphidodon thoracotaeniatus
511. Neogobius bathybius
512. Neogobius caspius
513. Neogobius cephalargoides
514. Neogobius constructor
515. Neogobius cyrius
516. Neogobius eurycephalus
517. Neogobius fluviatilis fluviatilis
518. Neogobius fluviatilis pallasi
519. Neogobius gorlap
520. Neogobius gymnotrachelus
521. Neogobius iljini
522. Neogobius kessleri
523. Neogobius melanostomus
524. Neogobius platyrostris
525. Neogobius ratan
526. Neogobius rhodioni
527. Neogobius rizensis
528. Neogobius syrman
529. Neogobius turani
530. Neoharriotta carri
531. Neoharriotta pinnata
532. Neoharriotta pumila
533. Neoheterandria cana
534. Neoheterandria elegans
535. Neoheterandria tridentiger
536. Neohomaloptera johorensis
537. Neolaeops microphthalmus
538. Neolamprologus bifasciatus
539. Neolamprologus boulengeri
540. Neolamprologus brevis
541. Neolamprologus brichardi
542. Neolamprologus buescheri
543. Neolamprologus cancellatus
544. Neolamprologus caudopunctatus
545. Neolamprologus chitamwebwai
546. Neolamprologus christyi
547. Neolamprologus crassus
548. Neolamprologus cylindricus
549. Neolamprologus devosi
550. Neolamprologus falcicula
551. Neolamprologus fasciatus
552. Neolamprologus furcifer
553. Neolamprologus gracilis
554. Neolamprologus hecqui
555. Neolamprologus helianthus
556. Neolamprologus leleupi
557. Neolamprologus leloupi
558. Neolamprologus longicaudatus
559. Neolamprologus longior
560. Neolamprologus marunguensis
561. Neolamprologus meeli
562. Neolamprologus modestus
563. Neolamprologus mondabu
564. Neolamprologus multifasciatus
565. Neolamprologus mustax
566. Neolamprologus niger
567. Neolamprologus nigriventris
568. Neolamprologus obscurus
569. Neolamprologus olivaceous
570. Neolamprologus pectoralis
571. Neolamprologus petricola
572. Neolamprologus pleuromaculatus
573. Neolamprologus prochilus
574. Neolamprologus pulcher
575. Neolamprologus savoryi
576. Neolamprologus schreyeni
577. Neolamprologus sexfasciatus
578. Neolamprologus similis
579. Neolamprologus splendens
580. Neolamprologus tetracanthus
581. Neolamprologus toae
582. Neolamprologus tretocephalus
583. Neolamprologus variostigma
584. Neolamprologus ventralis
585. Neolamprologus walteri
586. Neolamprologus wauthioni
587. Neolebias ansorgii
588. Neolebias axelrodi
589. Neolebias gracilis
590. Neolebias kerguennae
591. Neolebias lozii
592. Neolebias philippei
593. Neolebias powelli
594. Neolebias trewavasae
595. Neolebias trilineatus
596. Neolebias unifasciatus
597. Neolissochilus baoshanensis
598. Neolissochilus benasi
599. Neolissochilus blanci
600. Neolissochilus blythii
601. Neolissochilus compressus
602. Neolissochilus dukai
603. Neolissochilus hendersoni
604. Neolissochilus heterostomus
605. Neolissochilus hexagonolepis
606. Neolissochilus hexastichus
607. Neolissochilus innominatus
608. Neolissochilus longipinnis
609. Neolissochilus nigrovittatus
610. Neolissochilus paucisquamatus
611. Neolissochilus soroides
612. Neolissochilus spinulosus
613. Neolissochilus stevensonii
614. Neolissochilus stracheyi
615. Neolissochilus subterraneus
616. Neolissochilus sumatranus
617. Neolissochilus thienemanni
618. Neolissochilus tweediei
619. Neolissochilus vittatus
620. Neolumpenus unocellatus
621. Neomerinthe amplisquamiceps
622. Neomerinthe bathyperimensis
623. Neomerinthe bauchotae
624. Neomerinthe beanorum
625. Neomerinthe folgori
626. Neomerinthe hemingwayi
627. Neomerinthe megalepis
628. Neomerinthe pallidimacula
629. Neomerinthe procurva
630. Neomerinthe rotunda
631. Neomerinthe rufescens
632. Neomyxine biniplicata
633. Neomyxus chaptalii
634. Neomyxus leuciscus
635. Neonesthes capensis
636. Neonesthes microcephalus
637. Neoniphon argenteus
638. Neoniphon aurolineatus
639. Neoniphon marianus
640. Neoniphon opercularis
641. Neoniphon sammara
642. Neonoemacheilus assamensis
643. Neonoemacheilus labeosus
644. Neonoemacheilus mengdingensis
645. Neonoemacheilus morehensis
646. Neonoemacheilus peguensis
647. Neoodax balteatus
648. Neoophorus regalis
649. Neoopisthopterus cubanus
650. Neoopisthopterus tropicus
651. Neopagetopsis ionah
652. Neopataecus waterhousii
653. Neophrynichthys heterospilos
654. Neophrynichthys latus
655. Neoplecostomus corumba
656. Neoplecostomus espiritosantensis
657. Neoplecostomus franciscoensis
658. Neoplecostomus granosus
659. Neoplecostomus microps
660. Neoplecostomus paranensis
661. Neoplecostomus ribeirensis
662. Neoplecostomus selenae
663. Neoplecostomus variipictus
664. Neoplecostomus yapo
665. Neopomacentrus anabatoides
666. Neopomacentrus aquadulcis
667. Neopomacentrus azysron
668. Neopomacentrus bankieri
669. Neopomacentrus cyanomos
670. Neopomacentrus fallax
671. Neopomacentrus filamentosus
672. Neopomacentrus fuliginosus
673. Neopomacentrus metallicus
674. Neopomacentrus miryae
675. Neopomacentrus nemurus
676. Neopomacentrus sindensis
677. Neopomacentrus sororius
678. Neopomacentrus taeniurus
679. Neopomacentrus violascens
680. Neopomacentrus xanthurus
681. Neoraja africana
682. Neoraja caerulea
683. Neoraja carolinensis
684. Neoraja iberica
685. Neoraja stehmanni
686. Neosalanx anderssoni
687. Neosalanx argentea
688. Neosalanx brevirostris
689. Neosalanx hubbsi
690. Neosalanx jordani
691. Neosalanx oligodontis
692. Neosalanx pseudotaihuensis
693. Neosalanx reganius
694. Neosalanx taihuensis
695. Neosalanx tangkahkeii
696. Neoscombrops annectens
697. Neoscombrops atlanticus
698. Neoscombrops cynodon
699. Neoscombrops pacificus
700. Neoscopelus macrolepidotus
701. Neoscopelus microchir
702. Neoscopelus porosus
703. Neoscorpaena nielseni
704. Neoscorpis lithophilus
705. Neosebastes bougainvillii
706. Neosebastes capricornis
707. Neosebastes entaxis
708. Neosebastes incisipinnis
709. Neosebastes johnsoni
710. Neosebastes longirostris
711. Neosebastes multisquamus
712. Neosebastes nigropunctatus
713. Neosebastes occidentalis
714. Neosebastes pandus
715. Neosebastes scorpaenoides
716. Neosebastes thetidis
717. Neosiluroides cooperensis
718. Neosilurus ater
719. Neosilurus brevidorsalis
720. Neosilurus coatesi
721. Neosilurus equinus
722. Neosilurus gjellerupi
723. Neosilurus gloveri
724. Neosilurus hyrtlii
725. Neosilurus idenburgi
726. Neosilurus mollespiculum
727. Neosilurus novaeguineae
728. Neosilurus pseudospinosus
729. Neostethus amaricola
730. Neostethus bicornis
731. Neostethus borneensis
732. Neostethus ctenophorus
733. Neostethus djajaorum
734. Neostethus lankesteri
735. Neostethus palawanensis
736. Neostethus robertsi
737. Neostethus thessa
738. Neostethus villadolidi
739. Neostethus zamboangae
740. Neosynchiropus bacescui
741. Neotropius acutirostris
742. Neotropius atherinoides
743. Neotropius khavalchor
744. Neotropius mitchelli
745. Neotrygon annotata
746. Neotrygon kuhlii
747. Neotrygon leylandi
748. Neotrygon picta
749. Neovespicula depressifrons
750. Neozoarces pulcher
751. Neozoarces steindachneri
752. Nerophis lumbriciformis
753. Nerophis maculatus
754. Nerophis ophidion
755. Nes longus
756. Nesiarchus nasutus
757. Nesogobius greeni
758. Nesogobius hinsbyi
759. Nesogobius macculochi
760. Nesogobius pulchellus
761. Nessorhamphus danae
762. Nessorhamphus ingolfianus
763. Nettastoma falcinaris
764. Nettastoma melanurum
765. Nettastoma parviceps
766. Nettastoma solitarium
767. Nettastoma syntresis
768. Nettenchelys dionisi
769. Nettenchelys erroriensis
770. Nettenchelys exoria
771. Nettenchelys gephyra
772. Nettenchelys inion
773. Nettenchelys paxtoni
774. Nettenchelys pygmaea
775. Nettenchelys taylori
776. Netuma bilineata
777. Netuma proxima
778. Netuma thalassina
779. Nexilosus latifrons
780. Nezumia aequalis
781. Nezumia africana
782. Nezumia aspidentata
783. Nezumia atlantica
784. Nezumia bairdii
785. Nezumia brevibarbata
786. Nezumia brevirostris
787. Nezumia burragei
788. Nezumia cliveri
789. Nezumia coheni
790. Nezumia condylura
791. Nezumia convergens
792. Nezumia cyrano
793. Nezumia duodecim
794. Nezumia ectenes
795. Nezumia evides
796. Nezumia holocentra
797. Nezumia infranudis
798. Nezumia investigatoris
799. Nezumia kamoharai
800. Nezumia kapala
801. Nezumia kensmithi
802. Nezumia latirostrata
803. Nezumia leucoura
804. Nezumia liolepis
805. Nezumia longebarbata
806. Nezumia loricata
807. Nezumia merretti
808. Nezumia micronychodon
809. Nezumia milleri
810. Nezumia namatahi
811. Nezumia obliquata
812. Nezumia orbitalis
813. Nezumia parini
814. Nezumia polylepis
815. Nezumia propinqua
816. Nezumia proxima
817. Nezumia pudens
818. Nezumia pulchella
819. Nezumia sclerorhynchus
820. Nezumia semiquincunciata
821. Nezumia soela
822. Nezumia spinosa
823. Nezumia stelgidolepis
824. Nezumia suilla
825. Nezumia tinro
826. Nezumia toi
827. Nezumia tomiyamai
828. Nezumia umbracincta
829. Nezumia ventralis
830. Nezumia wularnia
831. Nibea albiflora
832. Nibea chui
833. Nibea coibor
834. Nibea leptolepis
835. Nibea maculata
836. Nibea microgenys
837. Nibea mitsukurii
838. Nibea semifasciata
839. Nibea soldado
840. Nibea squamosa
841. Nicholsicypris normalis
842. Nicholsina denticulata
843. Nicholsina usta collettei
844. Nicholsina usta usta
845. Nimbochromis fuscotaeniatus
846. Nimbochromis linni
847. Nimbochromis livingstonii
848. Nimbochromis polystigma
849. Nimbochromis venustus
850. Niobichthys ferrarisi
851. Niphon spinosus
852. Niwaella brevifasciata
853. Niwaella delicata
854. Niwaella longibarba
855. Niwaella multifasciata
856. Niwaella xinjiangensis
857. Nocomis asper
858. Nocomis biguttatus
859. Nocomis effusus
860. Nocomis leptocephalus
861. Nocomis micropogon
862. Nocomis platyrhynchus
863. Nocomis raneyi
864. Nomeus gronovii
865. Nomorhamphus australis
866. Nomorhamphus bakeri
867. Nomorhamphus brembachi
868. Nomorhamphus celebensis
869. Nomorhamphus ebrardtii
870. Nomorhamphus hageni
871. Nomorhamphus kolonodalensis
872. Nomorhamphus liemi
873. Nomorhamphus manifesta
874. Nomorhamphus megarrhamphus
875. Nomorhamphus pectoralis
876. Nomorhamphus philippina
877. Nomorhamphus pinnimaculata
878. Nomorhamphus ravnaki
879. Nomorhamphus rossi
880. Nomorhamphus sanussii
881. Nomorhamphus towoetii
882. Nomorhamphus vivipara
883. Nomorhamphus weberi
884. Norfolkia brachylepis
885. Norfolkia leeuwin
886. Norfolkia squamiceps
887. Norfolkia thomasi
888. Normanichthys crockeri
889. Normichthys herringi
890. Normichthys operosus
891. Normichthys yahganorum
892. Notacanthus abbotti
893. Notacanthus bonaparte
894. Notacanthus chemnitzii
895. Notacanthus indicus
896. Notacanthus sexspinis
897. Notacanthus spinosus
898. Notarius armbrusteri
899. Notarius biffi
900. Notarius cookei
901. Notarius grandicassis
902. Notarius insculptus
903. Notarius kessleri
904. Notarius lentiginosus
905. Notarius neogranatensis
906. Notarius osculus
907. Notarius planiceps
908. Notemigonus crysoleucas
909. Notesthes robusta
910. Nothobranchius albimarginatus
911. Nothobranchius annectens
912. Nothobranchius bojiensis
913. Nothobranchius brieni
914. Nothobranchius cardinalis
915. Nothobranchius cyaneus
916. Nothobranchius eggersi
917. Nothobranchius elongatus
918. Nothobranchius fasciatus
919. Nothobranchius flammicomantis
920. Nothobranchius foerschi
921. Nothobranchius furzeri
922. Nothobranchius fuscotaeniatus
923. Nothobranchius geminus
924. Nothobranchius guentheri
925. Nothobranchius hassoni
926. Nothobranchius hengstleri
927. Nothobranchius interruptus
928. Nothobranchius janpapi
929. Nothobranchius jubbi
930. Nothobranchius kafuensis
931. Nothobranchius kilomberoensis
932. Nothobranchius kirki
933. Nothobranchius kiyawensis
934. Nothobranchius korthausae
935. Nothobranchius kuhntae
936. Nothobranchius lourensi
937. Nothobranchius luekei
938. Nothobranchius malaissei
939. Nothobranchius melanospilus
940. Nothobranchius microlepis
941. Nothobranchius neumanni
942. Nothobranchius nubaensis
943. Nothobranchius ocellatus
944. Nothobranchius orthonotus
945. Nothobranchius palmqvisti
946. Nothobranchius patrizii
947. Nothobranchius polli
948. Nothobranchius rachovii
949. Nothobranchius robustus
950. Nothobranchius rosenstocki
951. Nothobranchius rubripinnis
952. Nothobranchius rubroreticulatus
953. Nothobranchius steinforti
954. Nothobranchius symoensi
955. Nothobranchius taeniopygus
956. Nothobranchius thierryi
957. Nothobranchius ugandensis
958. Nothobranchius virgatus
959. Nothobranchius vosseleri
960. Nothobranchius willerti
961. Notholebias cruzi
962. Notholebias fractifasciatus
963. Notholebias minimus
964. Notiocampus ruber
965. Notocetichthys trunovi
966. Notocheirus hubbsi
967. Notocirrhitus splendens
968. Notoclinops caerulepunctus
969. Notoclinops segmentatus
970. Notoclinops yaldwyni
971. Notoclinus compressus
972. Notoclinus fenestratus
973. Notoglanidium maculatum
974. Notoglanidium pallidum
975. Notoglanidium thomasi
976. Notoglanidium walkeri
977. Notograptus gregoryi
978. Notograptus guttatus
979. Notograptus kauffmani
980. Notograptus livingstonei
981. Notolabrus celidotus
982. Notolabrus cinctus
983. Notolabrus fucicola
984. Notolabrus gymnogenis
985. Notolabrus inscriptus
986. Notolabrus parilus
987. Notolabrus tetricus
988. Notolepis annulata
989. Notolepis coatsi
990. Notoliparis antonbruuni
991. Notoliparis kermadecensis
992. Notoliparis kurchatovi
993. Notoliparis macquariensis
994. Notolychnus valdiviae
995. Notolycodes schmidti
996. Notomyxine tridentiger
997. Notophycis fitchi
998. Notophycis marginata
999. Notopogon armatus
1000. Notopogon fernandezianus
1001. Notopogon lilliei
1002. Notopogon macrosolen
1003. Notopogon xenosoma
1004. Notopterus notopterus
1005. Notoraja azurea
1006. Notoraja hirticauda
1007. Notoraja laxipella
1008. Notoraja lira
1009. Notoraja ochroderma
1010. Notoraja sticta
1011. Notoraja tobitukai
1012. Notorynchus cepedianus
1013. Notoscopelus bolini
1014. Notoscopelus caudispinosus
1015. Notoscopelus elongatus
1016. Notoscopelus japonicus
1017. Notoscopelus kroyeri
1018. Notoscopelus resplendens
1019. Notothenia angustata
1020. Notothenia coriiceps
1021. Notothenia cyanobrancha
1022. Notothenia microlepidota
1023. Notothenia neglecta
1024. Notothenia rossii
1025. Notothenia trigramma
1026. Nototheniops nybelini
1027. Notropis aguirrepequenoi
1028. Notropis albizonatus
1029. Notropis alborus
1030. Notropis altipinnis
1031. Notropis amabilis
1032. Notropis amecae
1033. Notropis ammophilus
1034. Notropis amoenus
1035. Notropis amplamala
1036. Notropis anogenus
1037. Notropis ariommus
1038. Notropis asperifrons
1039. Notropis atherinoides
1040. Notropis atrocaudalis
1041. Notropis aulidion
1042. Notropis baileyi
1043. Notropis bairdi
1044. Notropis bifrenatus
1045. Notropis blennius
1046. Notropis boops
1047. Notropis braytoni
1048. Notropis buccatus
1049. Notropis buccula
1050. Notropis buchanani
1051. Notropis cahabae
1052. Notropis calabazas
1053. Notropis calientis
1054. Notropis candidus
1055. Notropis chalybaeus
1056. Notropis chihuahua
1057. Notropis chiliticus
1058. Notropis chlorocephalus
1059. Notropis chrosomus
1060. Notropis cumingii
1061. Notropis cummingsae
1062. Notropis edwardraneyi
1063. Notropis euryzonus
1064. Notropis girardi
1065. Notropis greenei
1066. Notropis harperi
1067. Notropis heterodon
1068. Notropis heterolepis
1069. Notropis hudsonius
1070. Notropis hypselopterus
1071. Notropis hypsilepis
1072. Notropis imeldae
1073. Notropis jemezanus
1074. Notropis leuciodus
1075. Notropis longirostris
1076. Notropis ludibundus
1077. Notropis lutipinnis
1078. Notropis maculatus
1079. Notropis mekistocholas
1080. Notropis melanostomus
1081. Notropis metallicus
1082. Notropis micropteryx
1083. Notropis moralesi
1084. Notropis nazas
1085. Notropis nubilus
1086. Notropis orca
1087. Notropis ortenburgeri
1088. Notropis oxyrhynchus
1089. Notropis ozarcanus
1090. Notropis percobromus
1091. Notropis perpallidus
1092. Notropis petersoni
1093. Notropis photogenis
1094. Notropis potteri
1095. Notropis procne
1096. Notropis rafinesquei
1097. Notropis rubellus
1098. Notropis rubescens
1099. Notropis rubricroceus
1100. Notropis rupestris
1101. Notropis sabinae
1102. Notropis saladonis
1103. Notropis scabriceps
1104. Notropis scepticus
1105. Notropis semperasper
1106. Notropis shumardi
1107. Notropis signipinnis
1108. Notropis simus
1109. Notropis spectrunculus
1110. Notropis stilbius
1111. Notropis stonei
1112. Notropis stramineus
1113. Notropis suttkusi
1114. Notropis telescopus
1115. Notropis texanus
1116. Notropis topeka
1117. Notropis tropicus
1118. Notropis uranoscopus
1119. Notropis volucellus
1120. Notropis wickliffi
1121. Notropis xaenocephalus
1122. Noturus albater
1123. Noturus baileyi
1124. Noturus crypticus
1125. Noturus elegans
1126. Noturus eleutherus
1127. Noturus exilis
1128. Noturus fasciatus
1129. Noturus flavater
1130. Noturus flavipinnis
1131. Noturus flavus
1132. Noturus funebris
1133. Noturus furiosus
1134. Noturus gilberti
1135. Noturus gladiator
1136. Noturus gyrinus
1137. Noturus hildebrandi hildebrandi
1138. Noturus hildebrandi lautus
1139. Noturus insignis
1140. Noturus lachneri
1141. Noturus leptacanthus
1142. Noturus maydeni
1143. Noturus miurus
1144. Noturus munitus
1145. Noturus nocturnus
1146. Noturus phaeus
1147. Noturus placidus
1148. Noturus stanauli
1149. Noturus stigmosus
1150. Noturus taylori
1151. Noturus trautmani
1152. Novaculichthys macrolepidotus
1153. Novaculichthys taeniourus
1154. Novumbra hubbsi
1155. Nuchequula blochii
1156. Nuchequula flavaxilla
1157. Nuchequula gerreoides
1158. Nuchequula glenysae
1159. Nuchequula longicornis
1160. Nuchequula mannusella
1161. Nuchequula nuchalis
1162. Nudiantennarius subteres
1163. Nun galilaeus
1164. Nyassachromis breviceps
1165. Nyassachromis leuciscus
1166. Nyassachromis microcephalus
1167. Nyassachromis nigritaeniatus
1168. Nyassachromis purpurans
1169. Nyassachromis serenus
1170. Nybelinella brevidorsalis
1171. Nybelinella erikssoni
1172. Oblada melanura
1173. Obliquichthys maryannae
1174. Obliquogobius cirrifer
1175. Obliquogobius cometes
1176. Obliquogobius megalops
1177. Obliquogobius turkayi
1178. Obliquogobius yamadai
1179. Occella dodecaedron
1180. Occella iburia
1181. Occella kasawae
1182. Occella kuronumai
1183. Ochetobius elongatus
1184. Ochmacanthus alternus
1185. Ochmacanthus batrachostomus
1186. Ochmacanthus flabelliferus
1187. Ochmacanthus orinoco
1188. Ochmacanthus reinhardtii
1189. Ocosia apia
1190. Ocosia fasciata
1191. Ocosia possi
1192. Ocosia ramaraoi
1193. Ocosia spinosa
1194. Ocosia vespa
1195. Ocosia zaspilota
1196. Ocynectes maschalis
1197. Ocynectes modestus
1198. Ocyurus chrysurus
1199. Odax acroptilus
1200. Odax cyanoallix
1201. Odax cyanomelas
1202. Odax pullus
1203. Odaxothrissa ansorgii
1204. Odaxothrissa losera
1205. Odaxothrissa mento
1206. Odaxothrissa vittata
1207. Odondebuenia balearica
1208. Odontamblyopus lacepedii
1209. Odontamblyopus rebecca
1210. Odontamblyopus roseus
1211. Odontamblyopus rubicundus
1212. Odontamblyopus tenuis
1213. Odontanthias borbonius
1214. Odontanthias caudicinctus
1215. Odontanthias chrysostictus
1216. Odontanthias dorsomaculatus
1217. Odontanthias elizabethae
1218. Odontanthias flagris
1219. Odontanthias fuscipinnis
1220. Odontanthias grahami
1221. Odontanthias katayamai
1222. Odontanthias rhodopeplus
1223. Odontanthias tapui
1224. Odontanthias unimaculatus
1225. Odontanthias wassi
1226. Odontaspis ferox
1227. Odontaspis noronhai
1228. Odonteleotris canina
1229. Odonteleotris macrodon
1230. Odontesthes argentinensis
1231. Odontesthes bicudo
1232. Odontesthes bonariensis
1233. Odontesthes brevianalis
1234. Odontesthes gracilis
1235. Odontesthes hatcheri
1236. Odontesthes humensis
1237. Odontesthes incisa
1238. Odontesthes ledae
1239. Odontesthes mauleanum
1240. Odontesthes mirinensis
1241. Odontesthes nigricans
1242. Odontesthes orientalis
1243. Odontesthes perugiae
1244. Odontesthes piquava
1245. Odontesthes platensis
1246. Odontesthes regia
1247. Odontesthes retropinnis
1248. Odontesthes smitti
1249. Odontesthes wiebrichi
1250. Odontobutis haifengensis
1251. Odontobutis hikimius
1252. Odontobutis interrupta
1253. Odontobutis obscura
1254. Odontobutis platycephala
1255. Odontobutis potamophila
1256. Odontobutis sinensis
1257. Odontobutis yaluensis
1258. Odontocharacidium aphanes
1259. Odontognathus compressus
1260. Odontognathus mucronatus
1261. Odontognathus panamensis
1262. Odontomacrurus murrayi
1263. Odontopyxis trispinosa
1264. Odontoscion dentex
1265. Odontoscion eurymesops
1266. Odontoscion xanthops
1267. Odontostilbe dialeptura
1268. Odontostilbe dierythrura
1269. Odontostilbe ecuadorensis
1270. Odontostilbe fugitiva
1271. Odontostilbe gracilis
1272. Odontostilbe littoris
1273. Odontostilbe microcephala
1274. Odontostilbe mitoptera
1275. Odontostilbe nareuda
1276. Odontostilbe pao
1277. Odontostilbe paraguayensis
1278. Odontostilbe parecis
1279. Odontostilbe pequira
1280. Odontostilbe pulchra
1281. Odontostilbe roloffi
1282. Odontostilbe splendida
1283. Odontostilbe stenodon
1284. Odontostoechus lethostigmus
1285. Odontostomias masticopogon
1286. Odontostomias micropogon
1287. Odontostomops normalops
1288. Odonus niger
1289. Oedalechilus labeo
1290. Oedalechilus labiosus
1291. Ogcocephalus corniger
1292. Ogcocephalus cubifrons
1293. Ogcocephalus darwini
1294. Ogcocephalus declivirostris
1295. Ogcocephalus nasutus
1296. Ogcocephalus notatus
1297. Ogcocephalus pantostictus
1298. Ogcocephalus parvus
1299. Ogcocephalus porrectus
1300. Ogcocephalus pumilus
1301. Ogcocephalus radiatus
1302. Ogcocephalus rostellum
1303. Ogcocephalus vespertilio
1304. Ogilbia boehlkei
1305. Ogilbia boydwalkeri
1306. Ogilbia cayorum
1307. Ogilbia cocoensis
1308. Ogilbia davidsmithi
1309. Ogilbia deroyi
1310. Ogilbia galapagosensis
1311. Ogilbia jeffwilliamsi
1312. Ogilbia jewettae
1313. Ogilbia mccoskeri
1314. Ogilbia nigromarginata
1315. Ogilbia nudiceps
1316. Ogilbia robertsoni
1317. Ogilbia sabaji
1318. Ogilbia sedorae
1319. Ogilbia suarezae
1320. Ogilbia tyleri
1321. Ogilbia ventralis
1322. Ogilbichthys ferocis
1323. Ogilbichthys haitiensis
1324. Ogilbichthys kakuki
1325. Ogilbichthys longimanus
1326. Ogilbichthys microphthalmus
1327. Ogilbichthys puertoricoensis
1328. Ogilbichthys tobagoensis
1329. Ogilbyina novaehollandiae
1330. Ogilbyina queenslandiae
1331. Ogilbyina salvati
1332. Ogilbyina velifera
1333. Oidiphorus brevis
1334. Oidiphorus mcallisteri
1335. Okamejei acutispina
1336. Okamejei arafurensis
1337. Okamejei boesemani
1338. Okamejei heemstrai
1339. Okamejei hollandi
1340. Okamejei kenojei
1341. Okamejei leptoura
1342. Okamejei meerdervoortii
1343. Okamejei mengae
1344. Okamejei pita
1345. Okamejei powelli
1346. Okamejei schmidti
1347. Oligancistrus punctatissimus
1348. Oligobrycon microstomus
1349. Oligocottus latifrons
1350. Oligocottus maculosus
1351. Oligocottus rimensis
1352. Oligocottus rubellio
1353. Oligocottus snyderi
1354. Oligolepis acutipennis
1355. Oligolepis cylindriceps
1356. Oligolepis jaarmani
1357. Oligolepis keiensis
1358. Oligolepis stomias
1359. Oligoplites altus
1360. Oligoplites calcar
1361. Oligoplites palometa
1362. Oligoplites refulgens
1363. Oligoplites saliens
1364. Oligoplites saurus
1365. Oligosarcus acutirostris
1366. Oligosarcus argenteus
1367. Oligosarcus bolivianus
1368. Oligosarcus brevioris
1369. Oligosarcus hepsetus
1370. Oligosarcus jenynsii
1371. Oligosarcus longirostris
1372. Oligosarcus macrolepis
1373. Oligosarcus menezesi
1374. Oligosarcus oligolepis
1375. Oligosarcus paranensis
1376. Oligosarcus perdido
1377. Oligosarcus pintoi
1378. Oligosarcus planaltinae
1379. Oligosarcus robustus
1380. Oligosarcus schindleri
1381. Oligosarcus solitarius
1382. Olivaichthys cuyanus
1383. Olivaichthys mesembrinus
1384. Olivaichthys viedmensis
1385. Oloplotosus luteus
1386. Oloplotosus mariae
1387. Oloplotosus torobo
1388. Olyra burmanica
1389. Olyra collettii
1390. Olyra horae
1391. Olyra kempi
1392. Olyra longicaudata
1393. Oman ypsilon
1394. Omegophora armilla
1395. Omegophora cyanopunctata
1396. Omobranchus angelus
1397. Omobranchus anolius
1398. Omobranchus aurosplendidus
1399. Omobranchus banditus
1400. Omobranchus elegans
1401. Omobranchus elongatus
1402. Omobranchus fasciolatoceps
1403. Omobranchus fasciolatus
1404. Omobranchus ferox
1405. Omobranchus germaini
1406. Omobranchus hikkaduwensis
1407. Omobranchus loxozonus
1408. Omobranchus mekranensis
1409. Omobranchus meniscus
1410. Omobranchus obliquus
1411. Omobranchus punctatus
1412. Omobranchus robertsi
1413. Omobranchus rotundiceps
1414. Omobranchus smithi
1415. Omobranchus steinitzi
1416. Omobranchus verticalis
1417. Omobranchus woodi
1418. Omobranchus zebra
1419. Omosudis lowii
1420. Omox biporos
1421. Omox lupus
1422. Ompok bimaculatus
1423. Ompok binotatus
1424. Ompok borneensis
1425. Ompok canio
1426. Ompok eugeneiatus
1427. Ompok fumidus
1428. Ompok goae
1429. Ompok hypophthalmus
1430. Ompok javanensis
1431. Ompok jaynei
1432. Ompok leiacanthus
1433. Ompok malabaricus
1434. Ompok miostoma
1435. Ompok pabda
1436. Ompok pabo
1437. Ompok pinnatus
1438. Ompok platyrhynchus
1439. Ompok pluriradiatus
1440. Ompok rhadinurus
1441. Ompok sindensis
1442. Ompok urbaini
1443. Ompok weberi
1444. Oncopterus darwinii
1445. Oncorhynchus aguabonita
1446. Oncorhynchus apache
1447. Oncorhynchus chrysogaster
1448. Oncorhynchus clarkii clarkii
1449. Oncorhynchus clarkii pleuriticus
1450. Oncorhynchus gilae
1451. Oncorhynchus gorbuscha
1452. Oncorhynchus iwame
1453. Oncorhynchus keta
1454. Oncorhynchus kisutch
1455. Oncorhynchus masou formosanus
1456. Oncorhynchus masou macrostomus
1457. Oncorhynchus masou masou
1458. Oncorhynchus mykiss
1459. Oncorhynchus nerka
1460. Oncorhynchus rhodurus
1461. Oncorhynchus tshawytscha
1462. Oneirodes acanthias
1463. Oneirodes alius
1464. Oneirodes anisacanthus
1465. Oneirodes appendixus
1466. Oneirodes basili
1467. Oneirodes bradburyae
1468. Oneirodes bulbosus
1469. Oneirodes carlsbergi
1470. Oneirodes clarkei
1471. Oneirodes cristatus
1472. Oneirodes dicromischus
1473. Oneirodes epithales
1474. Oneirodes eschrichtii
1475. Oneirodes flagellifer
1476. Oneirodes haplonema
1477. Oneirodes heteronema
1478. Oneirodes kreffti
1479. Oneirodes luetkeni
1480. Oneirodes macronema
1481. Oneirodes macrosteus
1482. Oneirodes melanocauda
1483. Oneirodes micronema
1484. Oneirodes mirus
1485. Oneirodes myrionemus
1486. Oneirodes notius
1487. Oneirodes pietschi
1488. Oneirodes plagionema
1489. Oneirodes posti
1490. Oneirodes pterurus
1491. Oneirodes rosenblatti
1492. Oneirodes sabex
1493. Oneirodes schistonema
1494. Oneirodes schmidti
1495. Oneirodes theodoritissieri
1496. Oneirodes thompsoni
1497. Oneirodes thysanema
1498. Oneirodes whitleyi
1499. Onigocia bimaculata
1500. Onigocia grandisquamis
1501. Onigocia macrolepis
1502. Onigocia oligolepis
1503. Onigocia pedimacula
1504. Onigocia spinosa
1505. Onuxodon fowleri
1506. Onuxodon margaritiferae
1507. Onuxodon parvibrachium
1508. Onychostoma angustistomata
1509. Onychostoma barbata
1510. Onychostoma brevis
1511. Onychostoma daduensis
1512. Onychostoma elongatum
1513. Onychostoma fangi
1514. Onychostoma fusiforme
1515. Onychostoma gerlachi
1516. Onychostoma laticeps
1517. Onychostoma lepturus
1518. Onychostoma lini
1519. Onychostoma meridionale
1520. Onychostoma ovale
1521. Onychostoma rara
1522. Onychostoma simum
1523. Onychostoma uniforme
1524. Opaeophacus acrogeneius
1525. Opeatogenys cadenati
1526. Opeatogenys gracilis
1527. Ophichthus altipennis
1528. Ophichthus apachus
1529. Ophichthus aphotistos
1530. Ophichthus apicalis
1531. Ophichthus arneutes
1532. Ophichthus asakusae
1533. Ophichthus bonaparti
1534. Ophichthus brachynotopterus
1535. Ophichthus brasiliensis
1536. Ophichthus brevicaudatus
1537. Ophichthus brevirostris
1538. Ophichthus celebicus
1539. Ophichthus cephalozona
1540. Ophichthus cruentifer
1541. Ophichthus cylindroideus
1542. Ophichthus echeloides
1543. Ophichthus episcopus
1544. Ophichthus erabo
1545. Ophichthus evermanni
1546. Ophichthus exourus
1547. Ophichthus fasciatus
1548. Ophichthus frontalis
1549. Ophichthus garretti
1550. Ophichthus genie
1551. Ophichthus gomesii
1552. Ophichthus grandoculis
1553. Ophichthus hyposagmatus
1554. Ophichthus karreri
1555. Ophichthus kunaloa
1556. Ophichthus leonensis
1557. Ophichthus limkouensis
1558. Ophichthus longipenis
1559. Ophichthus macrochir
1560. Ophichthus macrops
1561. Ophichthus maculatus
1562. Ophichthus madagascariensis
1563. Ophichthus manilensis
1564. Ophichthus marginatus
1565. Ophichthus mecopterus
1566. Ophichthus megalops
1567. Ophichthus melanoporus
1568. Ophichthus melope
1569. Ophichthus menezesi
1570. Ophichthus mystacinus
1571. Ophichthus omorgmus
1572. Ophichthus ophis
1573. Ophichthus parilis
1574. Ophichthus polyophthalmus
1575. Ophichthus puncticeps
1576. Ophichthus regius
1577. Ophichthus remiger
1578. Ophichthus rex
1579. Ophichthus roseus
1580. Ophichthus rotundus
1581. Ophichthus rufus
1582. Ophichthus rugifer
1583. Ophichthus rutidoderma
1584. Ophichthus serpentinus
1585. Ophichthus singapurensis
1586. Ophichthus spinicauda
1587. Ophichthus stenopterus
1588. Ophichthus tchangi
1589. Ophichthus tetratrema
1590. Ophichthus triserialis
1591. Ophichthus tsuchidae
1592. Ophichthus unicolor
1593. Ophichthus urolophus
1594. Ophichthus woosuitingi
1595. Ophichthus zophochir
1596. Ophiclinops hutchinsi
1597. Ophiclinops pardalis
1598. Ophiclinops varius
1599. Ophiclinus antarcticus
1600. Ophiclinus brevipinnis
1601. Ophiclinus gabrieli
1602. Ophiclinus gracilis
1603. Ophiclinus ningulus
1604. Ophiclinus pectoralis
1605. Ophidion antipholus
1606. Ophidion asiro
1607. Ophidion barbatum
1608. Ophidion beani
1609. Ophidion dromio
1610. Ophidion exul
1611. Ophidion fulvum
1612. Ophidion galeoides
1613. Ophidion genyopus
1614. Ophidion grayi
1615. Ophidion holbrookii
1616. Ophidion imitator
1617. Ophidion iris
1618. Ophidion josephi
1619. Ophidion lagochila
1620. Ophidion lozanoi
1621. Ophidion marginatum
1622. Ophidion metoecus
1623. Ophidion muraenolepis
1624. Ophidion nocomis
1625. Ophidion robinsi
1626. Ophidion rochei
1627. Ophidion saldanhai
1628. Ophidion scrippsae
1629. Ophidion selenops
1630. Ophidion smithi
1631. Ophidion welshi
1632. Ophieleotris aporos
1633. Ophioblennius atlanticus
1634. Ophioblennius macclurei
1635. Ophioblennius steindachneri
1636. Ophioblennius trinitatis
1637. Ophiocara macrolepidota
1638. Ophiocara porocephala
1639. Ophiodon elongatus
1640. Ophiogobius jenynsi
1641. Ophiogobius ophicephalus
1642. Ophioscion adustus
1643. Ophioscion costaricensis
1644. Ophioscion imiceps
1645. Ophioscion panamensis
1646. Ophioscion punctatissimus
1647. Ophioscion scierus
1648. Ophioscion simulus
1649. Ophioscion strabo
1650. Ophioscion typicus
1651. Ophioscion vermicularis
1652. Ophisoma prorigerum
1653. Ophisternon aenigmaticum
1654. Ophisternon afrum
1655. Ophisternon bengalense
1656. Ophisternon candidum
1657. Ophisternon gutturale
1658. Ophisternon infernale
1659. Ophisurus macrorhynchos
1660. Ophisurus serpens
1661. Ophthalmolepis lineolata
1662. Ophthalmolycus amberensis
1663. Ophthalmolycus bothriocephalus
1664. Ophthalmolycus campbellensis
1665. Ophthalmolycus chilensis
1666. Ophthalmolycus conorhynchus
1667. Ophthalmolycus macrops
1668. Ophthalmotilapia boops
1669. Ophthalmotilapia heterodonta
1670. Ophthalmotilapia nasuta
1671. Ophthalmotilapia ventralis
1672. Opisthocentrus ocellatus
1673. Opisthocentrus tenuis
1674. Opisthocentrus zonope
1675. Opisthonema berlangai
1676. Opisthonema bulleri
1677. Opisthonema libertate
1678. Opisthonema medirastre
1679. Opisthonema oglinum
1680. Opisthoproctus grimaldii
1681. Opisthoproctus soleatus
1682. Opisthopterus dovii
1683. Opisthopterus effulgens
1684. Opisthopterus equatorialis
1685. Opisthopterus macrops
1686. Opisthopterus tardoore
1687. Opisthopterus valenciennesi
1688. Opistognathus aurifrons
1689. Opistognathus brasiliensis
1690. Opistognathus castelnaui
1691. Opistognathus cuvierii
1692. Opistognathus darwiniensis
1693. Opistognathus decorus
1694. Opistognathus dendriticus
1695. Opistognathus evermanni
1696. Opistognathus eximius
1697. Opistognathus fenmutis
1698. Opistognathus galapagensis
1699. Opistognathus gilberti
1700. Opistognathus hongkongiensis
1701. Opistognathus hopkinsi
1702. Opistognathus inornatus
1703. Opistognathus iyonis
1704. Opistognathus jacksoniensis
1705. Opistognathus latitabundus
1706. Opistognathus leprocarus
1707. Opistognathus liturus
1708. Opistognathus lonchurus
1709. Opistognathus macrognathus
1710. Opistognathus macrolepis
1711. Opistognathus margaretae
1712. Opistognathus maxillosus
1713. Opistognathus megalepis
1714. Opistognathus melachasme
1715. Opistognathus mexicanus
1716. Opistognathus muscatensis
1717. Opistognathus nigromarginatus
1718. Opistognathus nothus
1719. Opistognathus panamaensis
1720. Opistognathus papuensis
1721. Opistognathus punctatus
1722. Opistognathus reticulatus
1723. Opistognathus rhomaleus
1724. Opistognathus robinsi
1725. Opistognathus rosenbergii
1726. Opistognathus rosenblatti
1727. Opistognathus rufilineatus
1728. Opistognathus scops
1729. Opistognathus signatus
1730. Opistognathus solorensis
1731. Opistognathus whitehursti
1732. Oplegnathus conwayi
1733. Oplegnathus fasciatus
1734. Oplegnathus insignis
1735. Oplegnathus peaolopesi
1736. Oplegnathus punctatus
1737. Oplegnathus robinsoni
1738. Oplegnathus woodwardi
1739. Oplopomops diacanthus
1740. Oplopomus caninoides
1741. Oplopomus oplopomus
1742. Opostomias micripnus
1743. Opostomias mitsuii
1744. Opsanus beta
1745. Opsanus brasiliensis
1746. Opsanus dichrostomus
1747. Opsanus pardus
1748. Opsanus phobetron
1749. Opsanus tau
1750. Opsaridium boweni
1751. Opsaridium engrauloides
1752. Opsaridium leleupi
1753. Opsaridium loveridgii
1754. Opsaridium maculicauda
1755. Opsaridium microcephalum
1756. Opsaridium microlepis
1757. Opsaridium peringueyi
1758. Opsaridium splendens
1759. Opsaridium tweddleorum
1760. Opsaridium ubangiense
1761. Opsaridium zambezense
1762. Opsariichthys bea
1763. Opsariichthys bidens
1764. Opsariichthys dienbienensis
1765. Opsariichthys songmaensis
1766. Opsariichthys uncirostris
1767. Opsarius koratensis
1768. Opsarius pulchellus
1769. Opsodoras boulengeri
1770. Opsodoras morei
1771. Opsodoras stuebelii
1772. Opsodoras ternetzi
1773. Opsopoeodus emiliae emiliae
1774. Opsopoeodus emiliae peninsularis
1775. Optivus elongatus
1776. Opua atherinoides
1777. Opua elati
1778. Opua nephodes
1779. Orcynopsis unicolor
1780. Orectolobus floridus
1781. Orectolobus halei
1782. Orectolobus hutchinsi
1783. Orectolobus japonicus
1784. Orectolobus maculatus
1785. Orectolobus ornatus
1786. Orectolobus parvimaculatus
1787. Orectolobus reticulatus
1788. Orectolobus wardi
1789. Oregonichthys crameri
1790. Oregonichthys kalawatseti
1791. Oreias dabryi
1792. Oreichthys cosuatis
1793. Oreichthys parvus
1794. Oreochromis amphimelas
1795. Oreochromis andersonii
1796. Oreochromis angolensis
1797. Oreochromis aureus
1798. Oreochromis chungruruensis
1799. Oreochromis esculentus
1800. Oreochromis hunteri
1801. Oreochromis ismailiaensis
1802. Oreochromis jipe
1803. Oreochromis karomo
1804. Oreochromis karongae
1805. Oreochromis korogwe
1806. Oreochromis lepidurus
1807. Oreochromis leucostictus
1808. Oreochromis lidole
1809. Oreochromis macrochir
1810. Oreochromis malagarasi
1811. Oreochromis mortimeri
1812. Oreochromis mossambicus
1813. Oreochromis mweruensis
1814. Oreochromis niloticus baringoensis
1815. Oreochromis niloticus cancellatus
1816. Oreochromis niloticus eduardianus
1817. Oreochromis niloticus filoa
1818. Oreochromis niloticus niloticus
1819. Oreochromis niloticus sugutae
1820. Oreochromis niloticus tana
1821. Oreochromis niloticus vulcani
1822. Oreochromis pangani girigan
1823. Oreochromis pangani pangani
1824. Oreochromis placidus placidus
1825. Oreochromis placidus ruvumae
1826. Oreochromis rukwaensis
1827. Oreochromis saka
1828. Oreochromis salinicola
1829. Oreochromis schwebischi
1830. Oreochromis shiranus chilwae
1831. Oreochromis shiranus shiranus
1832. Oreochromis spilurus niger
1833. Oreochromis spilurus percivali
1834. Oreochromis spilurus spilurus
1835. Oreochromis squamipinnis
1836. Oreochromis tanganicae
1837. Oreochromis upembae
1838. Oreochromis urolepis hornorum
1839. Oreochromis urolepis urolepis
1840. Oreochromis variabilis
1841. Oreoglanis delacouri
1842. Oreoglanis frenatus
1843. Oreoglanis hypsiurus
1844. Oreoglanis immaculatus
1845. Oreoglanis infulatus
1846. Oreoglanis insignis
1847. Oreoglanis jingdongensis
1848. Oreoglanis lepturus
1849. Oreoglanis macronemus
1850. Oreoglanis macropterus
1851. Oreoglanis setiger
1852. Oreoglanis siamensis
1853. Oreoleuciscus angusticephalus
1854. Oreoleuciscus dsapchynensis
1855. Oreoleuciscus humilis
1856. Oreoleuciscus potanini
1857. Oreonectes anophthalmus
1858. Oreonectes furcocaudalis
1859. Oreonectes microphthalmus
1860. Oreonectes platycephalus
1861. Oreonectes polystigmus
1862. Oreonectes retrodorsalis
1863. Oreonectes translucens
1864. Oreosoma atlanticum
1865. Orestias agassizii
1866. Orestias albus
1867. Orestias ascotanensis
1868. Orestias chungarensis
1869. Orestias crawfordi
1870. Orestias ctenolepis
1871. Orestias cuvieri
1872. Orestias elegans
1873. Orestias empyraeus
1874. Orestias forgeti
1875. Orestias frontosus
1876. Orestias gilsoni
1877. Orestias gracilis
1878. Orestias gymnotus
1879. Orestias hardini
1880. Orestias imarpe
1881. Orestias incae
1882. Orestias ispi
1883. Orestias jussiei
1884. Orestias lastarriae
1885. Orestias laucaensis
1886. Orestias luteus
1887. Orestias minimus
1888. Orestias minutus
1889. Orestias mooni
1890. Orestias mulleri
1891. Orestias multiporis
1892. Orestias mundus
1893. Orestias olivaceus
1894. Orestias parinacotensis
1895. Orestias pentlandii
1896. Orestias piacotensis
1897. Orestias polonorum
1898. Orestias puni
1899. Orestias richersoni
1900. Orestias robustus
1901. Orestias silustani
1902. Orestias taquiri
1903. Orestias tchernavini
1904. Orestias tomcooni
1905. Orestias tschudii
1906. Orestias tutini
1907. Orestias uruni
1908. Orestias ututo
1909. Orinocodoras eigenmanni
1910. Orthochromis kalungwishiensis
1911. Orthochromis kasuluensis
1912. Orthochromis luichensis
1913. Orthochromis luongoensis
1914. Orthochromis machadoi
1915. Orthochromis malagaraziensis
1916. Orthochromis mazimeroensis
1917. Orthochromis mosoensis
1918. Orthochromis polyacanthus
1919. Orthochromis rubrolabialis
1920. Orthochromis rugufuensis
1921. Orthochromis stormsi
1922. Orthochromis torrenticola
1923. Orthochromis uvinzae
1924. Orthodon microlepidotus
1925. Orthonopias triacis
1926. Orthopristis cantharinus
1927. Orthopristis chalceus
1928. Orthopristis chrysoptera
1929. Orthopristis forbesi
1930. Orthopristis lethopristis
1931. Orthopristis poeyi
1932. Orthopristis reddingi
1933. Orthopristis ruber
1934. Orthospinus franciscensis
1935. Orthosternarchus tamandua
1936. Orthrias potaninorum
1937. Orthrias sawadai
1938. Orthrias tschaiyssuensis
1939. Oryzias carnaticus
1940. Oryzias celebensis
1941. Oryzias curvinotus
1942. Oryzias dancena
1943. Oryzias haugiangensis
1944. Oryzias hubbsi
1945. Oryzias javanicus
1946. Oryzias latipes
1947. Oryzias luzonensis
1948. Oryzias marmoratus
1949. Oryzias matanensis
1950. Oryzias mekongensis
1951. Oryzias melastigma
1952. Oryzias minutillus
1953. Oryzias nebulosus
1954. Oryzias nigrimas
1955. Oryzias orthognathus
1956. Oryzias pectoralis
1957. Oryzias profundicola
1958. Oryzias sinensis
1959. Oryzias timorensis
1960. Oryzias uwai
1961. Osmerus eperlanus
1962. Osmerus mordax dentex
1963. Osmerus mordax mordax
1964. Osmerus spectrum
1965. Osopsaron formosensis
1966. Osopsaron karlik
1967. Osopsaron verecundum
1968. Ospatulus palaemophagus
1969. Ospatulus truncatulus
1970. Osphronemus exodon
1971. Osphronemus goramy
1972. Osphronemus laticlavius
1973. Osphronemus septemfasciatus
1974. Ossubtus xinguense
1975. Osteobrama alfredianus
1976. Osteobrama bakeri
1977. Osteobrama belangeri
1978. Osteobrama bhimensis
1979. Osteobrama cotio cotio
1980. Osteobrama cotio cunma
1981. Osteobrama cotio peninsularis
1982. Osteobrama feae
1983. Osteobrama neilli
1984. Osteobrama vigorsii
1985. Osteochilichthys brevidorsalis
1986. Osteochilus bellus
1987. Osteochilus borneensis
1988. Osteochilus brachynotopteroides
1989. Osteochilus chini
1990. Osteochilus enneaporus
1991. Osteochilus harrisoni
1992. Osteochilus hasseltii
1993. Osteochilus ingeri
1994. Osteochilus intermedius
1995. Osteochilus jeruk
1996. Osteochilus kahajanensis
1997. Osteochilus kappenii
1998. Osteochilus kelabau
1999. Osteochilus kuekenthali
2000. Osteochilus lini
2001. Osteochilus longidorsalis
2002. Osteochilus melanopleurus
2003. Osteochilus microcephalus
2004. Osteochilus nashii
2005. Osteochilus partilineatus
2006. Osteochilus pentalineatus
2007. Osteochilus repang
2008. Osteochilus salsburyi
2009. Osteochilus sarawakensis
2010. Osteochilus schlegelii
2011. Osteochilus serokan
2012. Osteochilus sondhii
2013. Osteochilus spilurus
2014. Osteochilus striatus
2015. Osteochilus thomassi
2016. Osteochilus triporos
2017. Osteochilus vittatus
2018. Osteochilus waandersii
2019. Osteodiscus andriashevi
2020. Osteodiscus cascadiae
2021. Osteogeneiosus militaris
2022. Osteoglossum bicirrhosum
2023. Osteoglossum ferreirai
2024. Ostichthys acanthorhinus
2025. Ostichthys archiepiscopus
2026. Ostichthys brachygnathus
2027. Ostichthys delta
2028. Ostichthys hypsipterygion
2029. Ostichthys japonicus
2030. Ostichthys kaianus
2031. Ostichthys ovaloculus
2032. Ostichthys sandix
2033. Ostichthys sheni
2034. Ostichthys trachypoma
2035. Ostorhinchus leslie
2036. Ostorhinchus luteus
2037. Ostracion cubicus
2038. Ostracion cyanurus
2039. Ostracion immaculatus
2040. Ostracion meleagris
2041. Ostracion nasus
2042. Ostracion rhinorhynchos
2043. Ostracion solorensis
2044. Ostracion trachys
2045. Ostracion whitleyi
2046. Ostracoberyx dorygenys
2047. Ostracoberyx fowleri
2048. Ostracoberyx paxtoni
2049. Othonocheirodus eigenmanni
2050. Othos dentex
2051. Otocinclus batmani
2052. Otocinclus bororo
2053. Otocinclus caxarari
2054. Otocinclus cocama
2055. Otocinclus flexilis
2056. Otocinclus hasemani
2057. Otocinclus hoppei
2058. Otocinclus huaorani
2059. Otocinclus macrospilus
2060. Otocinclus mariae
2061. Otocinclus mimulus
2062. Otocinclus mura
2063. Otocinclus tapirape
2064. Otocinclus vestitus
2065. Otocinclus vittatus
2066. Otocinclus xakriaba
2067. Otolithes cuvieri
2068. Otolithes ruber
2069. Otolithoides biauritus
2070. Otolithoides pama
2071. Otopharynx argyrosoma
2072. Otopharynx auromarginatus
2073. Otopharynx brooksi
2074. Otopharynx decorus
2075. Otopharynx heterodon
2076. Otopharynx lithobates
2077. Otopharynx ovatus
2078. Otopharynx pachycheilus
2079. Otopharynx selenurus
2080. Otopharynx speciosus
2081. Otopharynx tetraspilus
2082. Otopharynx tetrastigma
2083. Otopharynx walteri
2084. Otophidium chickcharney
2085. Otophidium dormitator
2086. Otophidium indefatigabile
2087. Otophidium omostigma
2088. Otothyris juquiae
2089. Otothyris lophophanes
2090. Otothyris rostrata
2091. Otothyris travassosi
2092. Otothyropsis marapoama
2093. Owstonia dorypterus
2094. Owstonia grammodon
2095. Owstonia maccullochi
2096. Owstonia macrophthalmus
2097. Owstonia nigromarginatus
2098. Owstonia pectinifer
2099. Owstonia simoterus
2100. Owstonia tosaensis
2101. Owstonia totomiensis
2102. Owstonia weberi
2103. Oxuderces dentatus
2104. Oxuderces wirzi
2105. Oxybrycon parvulus
2106. Oxycheilinus arenatus
2107. Oxycheilinus bimaculatus
2108. Oxycheilinus celebicus
2109. Oxycheilinus digramma
2110. Oxycheilinus lineatus
2111. Oxycheilinus mentalis
2112. Oxycheilinus nigromarginatus
2113. Oxycheilinus orientalis
2114. Oxycheilinus rhodochrous
2115. Oxycheilinus unifasciatus
2116. Oxycirrhites typus
2117. Oxyconger leptognathus
2118. Oxydoras kneri
2119. Oxydoras niger
2120. Oxydoras sifontesi
2121. Oxyeleotris altipinna
2122. Oxyeleotris aruensis
2123. Oxyeleotris caeca
2124. Oxyeleotris expatria
2125. Oxyeleotris fimbriata
2126. Oxyeleotris herwerdenii
2127. Oxyeleotris heterodon
2128. Oxyeleotris lineolata
2129. Oxyeleotris marmorata
2130. Oxyeleotris nullipora
2131. Oxyeleotris paucipora
2132. Oxyeleotris selheimi
2133. Oxyeleotris siamensis
2134. Oxyeleotris urophthalmoides
2135. Oxyeleotris urophthalmus
2136. Oxyeleotris wisselensis
2137. Oxygaster anomalura
2138. Oxygaster pointoni
2139. Oxygymnocypris stewartii
2140. Oxyjulis californica
2141. Oxylapia polli
2142. Oxylebius pictus
2143. Oxymetopon compressus
2144. Oxymetopon cyanoctenosum
2145. Oxymetopon filamentosum
2146. Oxymetopon formosum
2147. Oxymetopon typus
2148. Oxymonacanthus halli
2149. Oxymonacanthus longirostris
2150. Oxymormyrus boulengeri
2151. Oxymormyrus zanclirostris
2152. Oxynoemacheilus banarescui
2153. Oxynoemacheilus bureschi
2154. Oxynoemacheilus eregliensis
2155. Oxynoemacheilus pindus
2156. Oxynoemacheilus simavicus
2157. Oxynoemacheilus theophilii
2158. Oxynotus bruniensis
2159. Oxynotus caribbaeus
2160. Oxynotus centrina
2161. Oxynotus japonicus
2162. Oxynotus paradoxus
2163. Oxyporhamphus convexus
2164. Oxyporhamphus micropterus micropterus
2165. Oxyporhamphus micropterus similis
2166. Oxyropsis acutirostra
2167. Oxyropsis carinata
2168. Oxyropsis wrightiana
2169. Oxyurichthys amabalis
2170. Oxyurichthys auchenolepis
2171. Oxyurichthys cornutus
2172. Oxyurichthys dasi
2173. Oxyurichthys formosanus
2174. Oxyurichthys guibei
2175. Oxyurichthys heisei
2176. Oxyurichthys lemayi
2177. Oxyurichthys lonchotus
2178. Oxyurichthys microlepis
2179. Oxyurichthys mindanensis
2180. Oxyurichthys notonema
2181. Oxyurichthys ophthalmonema
2182. Oxyurichthys papuensis
2183. Oxyurichthys paulae
2184. Oxyurichthys petersenii
2185. Oxyurichthys saru
2186. Oxyurichthys stigmalophius
2187. Oxyurichthys takagi
2188. Oxyurichthys tentacularis
2189. Oxyurichthys uronema
2190. Oxyurichthys viridis
2191. Oxyurichthys visayanus
2192. Oxyzygonectes dovii